# رودلف آرنهایم
رودلف یولیوس آرنهایم (به آلمانی: Rudolf Julius Arnheim) ‏ (۱۵ ژوئیه ۱۹۰۴–۹ ژوئن ۲۰۰۷) فیلسوف، نظریه‌پرداز آلمانی سینما وهنر بود. نظریات او در باب سینما با رویکرد روان‌شناسی گشتالت صورت پذیرفت. او در برلین متولد شد. پدرش یک کارخانهٔ کوچک تولید پیانو داشت. برخلاف انتظار عمومی او به سمت تجارت گرایش نیافت و تحصیلات خود را در سال ۱۹۲۳ در دانشگاه برلین آغاز کرد. او در رشته‌های روان‌شناسی، فلسفه و تاریخ هنر و موسیقی به تحصیل پرداخت. او در این دوره شاگرد استادانی چون ماکس ورتهایمر (استاد راهنمای او)، ولفگانگ کوهلر و کرت لوین بود.

## نظریات سینمایی
آرنهایم اعتقاد داشت که سینما یک پدیدهٔ ذهنی است؛ یعنی سینما یک تجلی‌گاه ذهن است. اما او به شدت با واقع‌گرایی سینما مخالف بود. چراکه باور داشت که سینما را از یک مقولهٔ ذهنی به سمت یک مقولهٔ عینی می‌برد و از این جهت سینما را از ماهیت زیباشناسانهٔ خود دور می‌کند. او برعکس دنبال عناصری در سینما بود که آن را از واقعیت‌های روزمره دور می‌کنند. به‌طور مثال تخت بودن پردهٔ نمایش، عدم وجود رنگ و صدا در سینمای صامت، سوپرایمپوز و دیزالو و بسیاری از این دست عناصر. آرنهایم اعتقاد داشت هرآنچه سینما را از عینیت و زندگی روزمره دور می‌کند و به ذهنیت و هنری ویژه نزدیک می‌کند دارای ارزش است. دو کتاب معروف آرنهایم فیلم به عنوان هنر (۱۹۳۲) و هنر و ادراک دیداری (۱۹۵۴) نام داشتند که او در این دو کتاب بیشتر نظریات زیبایی‌شناسانهٔ خود را در باب هنر و سینما عنوان کرد.

## اسلوب واگرایی آرنهایم
وی معتقد است که فیلم، برخلاف محدودیت‌های دنیای واقعی، می‌تواند با ایجاد عمق کاذب و هم‌پوشانی عناصر بصری، حس فضایی سه‌بعدی را در مخاطب القا کند. به عبارت دیگر، سینما با استفاده از تکنیک‌هایی مانند پرسپکتیو، نورپردازی و حرکت دوربین، قادر است فضایی را به تصویر بکشد که در آن اشیاء به شکلی باورپذیر روی هم قرار گرفته و حس عمق را در مخاطب ایجاد کنند. این در حالی است که در دنیای واقعی، ما قادر به دیدن اشیاء از زوایای مختلف و همزمان نیستیم.

## فهرست منابع
- اندرو، دادلی، تئوری‌های اساسی فیلم، ترجمهٔ مسعود مدنی، انتشارات عکس معاصر، ۱۳۶۵
- استم، رابرت، مقدمه‌ای بر نظریهٔ فیلم، به کوشش احسان نوروزی، انتشارات سورهٔ مهر، ۱۳۸۳
- ویکی‌پدیای انگلیسی

1. ↑  کیسبی یر، آلن (۱۴۰۲). درک فیلم. چشمه. صص. فصل ۵.